# Vichel-Nanteuil
Vichel-Nanteuil è un comune francese di 100 abitanti situato nel dipartimento dell'Aisne della regione dell'Alta Francia.

## Società

### Evoluzione demografica
Abitanti censiti